# Peter Wagner
Peter "Peavy" Wagner (Herne, Njemačka, 22. prosinca 1964.) je njemački heavy metal glazbenik, najpoznatiji kao pjevač i basist sastava Rage.

## Životopis
Wagner rođenje u Herneu, Njemačka,, kao drugo od četvero djece. Njegovi roditelji, oboje strastveni amaterski glazbenici, pokušavali su od djetinjstva zainteresirati svoju djecu za glazbu. Prvi instrument na kojem je Wagner svirao bila je klasična gitara. Kasnije je svirao električnu gitaru i inspiriran Lemmyjem iz Motörheada, počeo je svirati bas-gitaru.
Godine 1983. s gitaristima Jochenom Schroederom i Alfom Meyerratkenom osnovao je heavy metal sastav Avenger, koji je 1986. promijenio ime u Rage. Wagner je jedini preostali izvorni član sastava.
Osim Ragea, Wagner svirao je sa skupinom Mekong Delta. Pojavio se na albumu Black Moon Pyramid Axela Rudija Pella i suraviđao je s Markusom Grosskopfom u projektu Bassinvaders.

## Diskografija
Rage
- Reign of Fear (1986.)
- Execution Guaranteed (1987.)
- Perfect Man (1988.)
- Secrets in a Weird World (1989.)
- Reflections of a Shadow (1990.)
- Trapped! (1992.)
- The Missing Link (1993.)
- 10 Years in Rage (1994.)
- Black in Mind (1995.)
- Lingua Mortis (1996.)
- End of All Days (1996.)
- XIII (1998.)
- Ghosts (1999.)
- Welcome to the Other Side (2001.)
- Unity (2002.)
- Soundchaser (2003.)
- Speak of the Dead (2006.)
- Carved in Stone (2008.)
- Stings to a Web (2010.)
- 21 (2012.)
- The Devil Strikes Again (2016.)
- Seasons of the Black (2017.)
- Wings of Rage (2020.)
- Resurrection Day (2021.)

Lingua Mortis Orchestra
- LMO (2013.)

Bassinvaders
- Hellbassbeaters (2008.)

Kao gost
- Axel Rudi Pell – Black Moon Pyramid (1996.)
- Onkel Tom Angelripper – Ein schöner Tag... (1996.)
- Mob Rules – Hollowed Be Thy Name (2002.)
- Viktor Smolski – Majesty and Passion (2004.)
- Destruction – Inventor of Evil (2005.)
- Nuclear Blast All-Stars – Into the Light (2007.)
- Destruction – The Curse of the Antichrist: Live In Agony (2009.)
- The Arrow – Lady Note (2009.)
- DarkSun – Memento Mori (2012.)